# Patan (Gujarat)
Patan és una ciutat i municipi del Gujarat, capital del districte de Patan. Al cens del 2001 consta amb 112.038 habitants. La població el 1901 era de 31.402 habitants. El 1905 es va crear la municipalitat.

## Història
Anhilvada o Anahilvada, també Anhilwada o Anahilwada, transcrit per corrupció a les cròniques musulmanes com Nahrwala, Nahrwal i Nahlwar centrat en l'actual Patan (Gujarat), fou una ciutat i regne hindú que va existir a la regió del Gujarat entre els segles VIII i XIII. Anhilvada fou la capital i principal població del Gujarat fins a la fundació d'Ahmedabad. Fou fundat vers 746/765 pel chauhan rajput Vanarasa, fill del rei de Panchasar, un petit estat chahuan de l'imperi Gujar. Vanarasa va destacar pels seus fets militars i va fundar una dinastia a Anhilvada. El seu nom el va agafar del casador Anhila que va ajudar el rei a conquerir el lloc on es va establir la capital. Vanaraja hauria governat fins vers el 780 i el van succeir vuit reis el darrer dels quals va morir el 981. Llavors la dinastia chauhan fou substituïda pels solankis o chalukya el primer dels quals, Mularaja (941-996) fou el més destacat i va estendre els seus dominis a Kathiawar, Kutch i el sud de Gujarat; els chalukya van governar a Anilhavada per dos segles; el 1026 el temple de Somnath Patan fou saquejat per Mahmud de Gazni quan era rei Bhima I, que a la retirada del musulmà el va reconstruir i va mantenir el regne que després va passar als seus successors fins a 1143, Després d'aquesta data una branca col•·lateral va governar a Anilhavada, disputant Kathiawar i Malwa i enavint una vegada Konkan; la línia es va extingir el 1242 i fou substituïda pels Vaghela de Dholka fins a la invasió d'Ala al-Din Khalji el 1298.
El seu antic nom fou Anhilvada o Anhilpur i fou fundada vers 746 o 765 per Vana Raja, el fill de la bella rani Rup Sundri que va obrir una línia reial anomenada Chavada, succeïda pels Solankis rajputs i aquestos després pels vagheles. La ciutat fou llavors coneguda com a Nahrwara o Nahrwala, i era cèlebre per la seva gran superfície i magnificència, sent l'any 1000 la desena ciutat del món més poblada, amb 100.000 habitants. Fou saquejada per Mahmud de Gazni en 1025.
El darrer raja veghela, Karan Ghelo (El Boig), fou enderrocat el 1298 per Ulugh Khan i els musulmans van enderrocar les muralles, van enterrar els temples i van arrasar el terreny. La moderna ciutat es va aixecar sobre les ruïnes de l'antiga però no va gaudir dels palaus, parcs, dipòsits, escoles, biblioteques, mercats i edificis de la primera. D'aquesta queden poques restes, però entre elles alguns trossos de la Rani Vav o font construïda per Udayamati, l'esposa de Raja Bhima, al segle XI, i el Sahasra Ling Talav, o dipòsit d'aigua per les mil capelles, dedicat a Siva pel famós Jai Singh Siddha Raja de la dinastia Solanki (1093-1143) quan va fer l'expedició contra Yasovarma, rei de Malwa. Bairam, ministre d'Humayun i Akbar, fou assassinat a la vora del dipòsit el 1561 quan anava a la Meca. Una estàtua de marbre de Vanaraja, el fundador de la ciutat, en un temple jainista, porta gravada la data 1467. Al sud de la ciutat hi ha un altre tanc d'aigua anomenat Khan Sarovar, però aquest és d'origen musulmà.
La ciutat moderna és fruit de l'esforç dels marathes. Incloïa una fortalesa i va néixer al sud-est de les ruïnes de la vella ciutat, a poc més d'un km del riu Saraswati (Gujarat). Fou rodejada d'una muralla amb diversos accessos. A la ciutat hi hauria hagut 108 temples jainistes però cap és especialment destacat. Formà part dels dominis del Gaikwar de Baroda i era seu d'una taluka al prant de Kadi; aquesta taluka tenia 1.059 km² i una població de 104.136 habitants el 1901, amb dues ciutats, Patan (31.402 habitants el 1902) i Balisna, i 140 pobles.